# Karl Robert Pabst
Karl Robert Pabst (* 10. Juli 1809 in Elberfeld; † 26. April 1873 in Bern) war ein deutsch-schweizerischer Philologe.

## Leben
Als Sohn eines Lehrers geboren, ging Pabst auf das Erfurter Gymnasium und studierte Philologie in Halle und Breslau. Während seines Studiums wurde er 1828 Mitglied der Alten Halleschen Burschenschaft Germania und 1829 der Alten Breslauer Burschenschaft Arminia, in denen er als Sprecher und Schreiber fungierte. Nach seinem Studium arbeitete er bis zu dessen Tod 1833 als Hauslehrer bei Franz Passow in Breslau, dann bis 1834 bei Polizeidistriktkommissar Laubert von Nimptsch im schlesischen Jaschkowitz. 1834 wurde Pabst wegen seiner burschenschaftlichen Aktivität verhaftet und in die Berliner Hausvogtei gebracht, wo er nach monatelangen Verhören schließlich gestand. 1834 kam er zum Strafantritt auf die Festung Kolberg, wo er philosophische Studien betrieb. 1835 wurde er vom Berliner Kammergericht schließlich mit Amtsunfähigkeit und 15 Jahren Festungsarrest verurteilt. Nach Reduzierung seiner Strafe wurde er 1838 entlassen.
Nachdem ihm die Genehmigung der Auswanderung verwehrt wurde, ging er 1838 illegal in die Schweiz und nahm eine Lehrstelle in Wabern bei Karl Wilhelm Bouterwek an, der ebenfalls Burschenschafter war. Nachdem Pabst sein Konkursexamen 1839 bei der Berner Regierung abgelegt hatte, arbeitete er als Lehrer und später als Gymnasialprofessor für Alte Sprachen am Gymnasium in Biel. 1846 ging er als Professor und Rektor an die Kantonschule in Bern. 1840 wurde Pabst an der Universität Bern zum Dr. phil. promoviert, wo er dann bis zu seinem Tod als Professor für deutsche Literatur tätig war.
Seine Brüder waren der Musiker, Komponist und Königsberger Musikdirektor August Pabst und der Schriftsteller, Hofrat und Dramaturg am Dresdener Hoftheater Julius Pabst.

## Veröffentlichungen (Auswahl)
- De diis Graecorum fatidicis seu de religione qua Graecorum oracula nitantur. Dissertation Universität Bern 1840.
- Ueber die Pflege des Schönen als wesentlichen Bestandtheil der Gymnasial-Thätigkeit. Bern 1853.
- Der Veteran von Hofwyl. Leben und Wirken von Theodor Müller in Mecklenburg, Jena und in der Schweiz. 3 Bände 1861–1863.
- Eine Jubelfahrt zweier alten Herren von der Breslauer Burschenschaft. Breslau 1864.
- Über Gespenster in Sage und Dichtung. Bern 1867.
- Vorlesungen über Gotthold Ephraim Lessing's Nathan. Bern 1881 (posthum herausgegeben von Friedrich Edinger).